# Дмитрий Детько

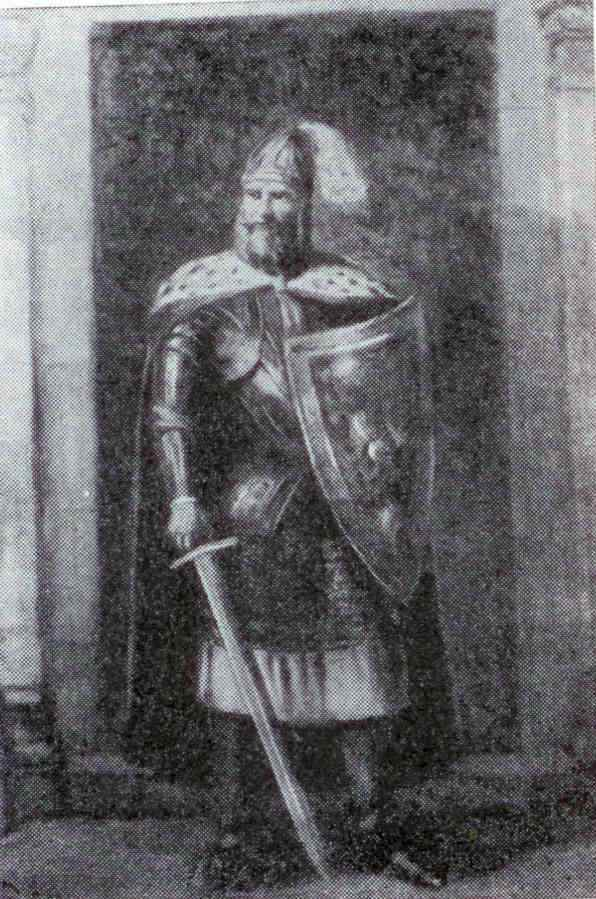
Воевода Детько. Фантазия современного художника

Детько (Дедько, Дятько, Дядько) Дмитрий (год рождения неизвестен — скончался около 1349) — галицкий воевода и знатный боярин в правление Юрия ІІ Болеслава и Дмитрия-Любарта. 
Опираясь на поддержку литовского князя Любарта, Дедько в 1340-х годах возглавлял боярское правительство Галицкого княжества. Проводил умелую политику, защищая княжество от нападений Венгрии, Польши и татар. Имел звание «провизора или управляющего Русской земли». 
В правление Детька Галицкое княжество сохраняло независимость. В 1340—1349 годах, после смерти Юрия II Болеслава, воевода Дмитрий Детько правил Львовом как наместник волынского князя Дмитрия-Любарта из Гедиминовичей.
После его смерти польский король Казимир ІІІ, заручившись нейтралитетом татар, в 1349 году захватил Галицкое княжество.